# スリルショー
スリルショー (Thrill Show) とはアメリカ合衆国生産、フランス、アメリカ調教の競走馬である。主な勝ち鞍はハリウッドダービー。競走馬引退後、種牡馬として日本に輸出され供用されたのち、中国へ輸出された。半弟にアメリカG3ピルグリムステークスの優勝馬で、やはり種牡馬として日本に輸出されたデイヴィッズバードがいる。

## 経歴
1986年2月、サンクルー競馬場でデビュー。初戦から3連勝で重賞制覇を果たすと、次いでG1ムーラン・ド・ロンシャン賞に出走。イギリスのマイル女王ソニックレディの2着となった。このあとアメリカ人馬主にトレードされ、チャーリー・ウィッティンガム厩舎に転厩。ブリーダーズカップ・マイルに出走したが9着に敗れた。しかし続くハリウッドダービーで勝利し、G1初制覇を果たした。翌年もアメリカで走り、G2アーケイディアハンデキャップで前年のブリーダーズカップ・クラシック優勝馬スカイウォーカーを破ったが、この年挙げた勝利はこの1戦のみで残る4戦はすべて着外となり、6月のハリウッドゴールドカップ6着を最後に競走馬を引退した。
競走馬引退後は、日本の社台グループによって購買され来日、北海道のブリーダーズ・スタリオン・ステーションにて繋養。初年度産駒から重賞2勝のマイスタージンガー、大井で活躍したナイキゴージャス、皐月賞3着のスタントマンらを輩出し、その後もGIレースの優勝馬こそ出なかったものの安定した勝ち上がり率を保ち、中堅種牡馬として一定の活躍を示した。しかし 1999年にシンジケートが解散され、翌2000年10月、メジロアルダンと19頭の繁殖牝馬および1頭のポニーとともに、北海牧場が中国・北京に設立した北京龍頭牧場に寄贈された。2006年11月25日死亡。後継種牡馬に日本から輸出された牝馬との間に産まれたFonzie(賽虎)がいる。

## 主な産駒
- マイスタージンガー（1989年生 関屋記念、京王杯オータムハンデキャップ）
- ナイキゴージャス（1989年生 グランドチャンピオン2000、東京盃、青雲賞）
- マキシムシャレード（1992年生 デイリー杯3歳ステークス）
- サニーワールド（1993年生 九州スプリントカップ）
- チェイスチェイス（1994年生 道営記念、東北サラブレッド大賞典、赤レンガ記念2回、迎春賞）
- ヒカルボシ（1996年生 新潟ジャンプステークス）
- ケイアイジョン（1996年生 JTB賞）
- ホウヨウエルブ（1999年生 北関東クイーンカップ）
- シルバーギャロップ（2000年生 北関東皐月賞）

### ブルードメアサイアー産駒
- ナイキアディライト（2000年生 かしわ記念、日本テレビ盃2回、羽田盃、東京ダービー、京浜盃など）
- メルシーエイタイム (2002年生 中山大障害、東京ハイジャンプ)

## 血統表
| スリルショーの血統                  | スリルショーの血統                                           | スリルショーの血統                                           | （血統表の出典）                                             | （血統表の出典） |
| 父系                                | ノーザンダンサー系                                           | ノーザンダンサー系                                           | ノーザンダンサー系                                           | [ § 2 ]          |
| 父 Northern Baby 1976 鹿毛 カナダ   | 父の父Northern Dancer 1961 鹿毛 カナダ                       | Nearctic                                                     | Nearco                                                       | Nearco           |
| 父 Northern Baby 1976 鹿毛 カナダ   | 父の父Northern Dancer 1961 鹿毛 カナダ                       | Nearctic                                                     | Lady Angela                                                  |                  |
| 父 Northern Baby 1976 鹿毛 カナダ   | 父の父Northern Dancer 1961 鹿毛 カナダ                       | Natalma                                                      | Native Dancer                                                | Native Dancer    |
| 父 Northern Baby 1976 鹿毛 カナダ   | 父の父Northern Dancer 1961 鹿毛 カナダ                       | Natalma                                                      | Almahmoud                                                    |                  |
| 父 Northern Baby 1976 鹿毛 カナダ   | 父の母Two Rings 1970 鹿毛 アメリカ                           | Round Table                                                  | Princequillo                                                 | Princequillo     |
| 父 Northern Baby 1976 鹿毛 カナダ   | 父の母Two Rings 1970 鹿毛 アメリカ                           | Round Table                                                  | Knights Daughter                                             |                  |
| 父 Northern Baby 1976 鹿毛 カナダ   | 父の母Two Rings 1970 鹿毛 アメリカ                           | Allofthem                                                    | Bagdad                                                       | Bagdad           |
| 父 Northern Baby 1976 鹿毛 カナダ   | 父の母Two Rings 1970 鹿毛 アメリカ                           | Allofthem                                                    | Gal I Love                                                   |                  |
| 母 Splendid Girl 1976 鹿毛 アメリカ | 母の父Golden Eagle 1965 栗毛 フランス                        | Right Royal                                                  | Owen Tudor                                                   | Owen Tudor       |
| 母 Splendid Girl 1976 鹿毛 アメリカ | 母の父Golden Eagle 1965 栗毛 フランス                        | Right Royal                                                  | Bastia                                                       |                  |
| 母 Splendid Girl 1976 鹿毛 アメリカ | 母の父Golden Eagle 1965 栗毛 フランス                        | Aquilla                                                      | Princequillo                                                 | Princequillo     |
| 母 Splendid Girl 1976 鹿毛 アメリカ | 母の父Golden Eagle 1965 栗毛 フランス                        | Aquilla                                                      | Nances Ace                                                   |                  |
| 母 Splendid Girl 1976 鹿毛 アメリカ | 母の母Coccinea 1970 鹿毛 アメリカ                            | Jaipur                                                       | Nasrullah                                                    | Nasrullah        |
| 母 Splendid Girl 1976 鹿毛 アメリカ | 母の母Coccinea 1970 鹿毛 アメリカ                            | Jaipur                                                       | Rare Perfume                                                 |                  |
| 母 Splendid Girl 1976 鹿毛 アメリカ | 母の母Coccinea 1970 鹿毛 アメリカ                            | Scarlet Ribbon                                               | Volcanic                                                     | Volcanic         |
| 母 Splendid Girl 1976 鹿毛 アメリカ | 母の母Coccinea 1970 鹿毛 アメリカ                            | Scarlet Ribbon                                               | Native Valor                                                 |                  |
| 母系(F-No.)                         | (FN:23-b)                                                    | (FN:23-b)                                                    | (FN:23-b)                                                    | [ § 3 ]          |
| 5代内の近親交配                     | Princequillo 4×4=12.50%、Nearco4×5=9.38%、Nasrullah5×4=9.38% | Princequillo 4×4=12.50%、Nearco4×5=9.38%、Nasrullah5×4=9.38% | Princequillo 4×4=12.50%、Nearco4×5=9.38%、Nasrullah5×4=9.38% | [ § 4 ]          |
| 出典                                | 1. 2. 3. 4.                                                  | 1. 2. 3. 4.                                                  | 1. 2. 3. 4.                                                  | 1. 2. 3. 4.      |

父Northern Babyはチャンピオンステークスの優勝馬。母Splendid Girlはアメリカで7勝を挙げており、その従兄に米三冠馬アファームドがいる。